# الصال (ذي السفال)

تعديل مصدري - تعديل

الصال هي إحدى قرى عزلة الوحص بمديرية ذي السفال التابعة لمحافظة إب، بلغ تعداد سكانها 579 نسمة حسب تعداد اليمن لعام 2004.